# Thalamarchella alveola
Thalamarchella alveola är en fjärilsart som beskrevs av Felder och Alois Friedrich Rogenhofer 1875. Thalamarchella alveola ingår i släktet Thalamarchella och familjen plattmalar. Inga underarter finns listade i Catalogue of Life.